# Oberwillscheid
Oberwillscheid ist ein Ortsteil der Ortsgemeinde Vettelschoß im rheinland-pfälzischen Landkreis Neuwied.

## Geographie
Oberwillscheid liegt 1,5 Kilometer westlich des Ortszentrums von Vettelschoß und schließt sich östlich an Kalenborn an. Die Ortschaft erstreckt sich auf einem nach Nordosten zum Erpeler Bach abfallenden Bergrücken und umfasst Höhenlagen zwischen 280 und 320 m ü. NHN. Dem am östlichen Rand von Oberwillscheid verlaufenden Erpeler Bach, auf diesem Abschnitt als Biotopkomplex ausgewiesen, fließen hier zwei Quellbäche zu. Der Ortsteil Willscheid ist rund 500 m in nordöstlicher Richtung entfernt. Am nördlichen Ortsrand wird Oberwillscheid von der Landesstraße 252 (Kalenborn–Vettelschoß) passiert.

## Geschichte
Ein im heutigen Bereich von Oberwillscheid gelegener Hof, der Geroltshof, wurde vermutlich erstmals 1415 in einem Zinsregister Rorich III. von Rennenberg urkundlich erwähnt. Der Ort wurde damals als „Wyllenscheidt“ bezeichnet, wobei noch in einem „Bruderschaftsbuch“ des Kirchspiels Neustadt aus dem Jahre 1601 nicht zwischen Willscheid und Oberwillscheid unterschieden wurde. 1660 wurde bei einer Inventur im Gebiet des kurkölnischen Amtes Altenwied zu Oberwillscheid der Obristhof und der Unterste Hof gezählt. Im Rahmen von Volkszählungen war Oberwillscheid 1830 noch als Hof gemeinsam mit Willscheid verzeichnet, 1843 bereits getrennt als Weiler ausgewiesen und umfasste jeweils drei Wohn- und Wirtschaftsgebäude.
Einwohnerentwicklung
| Jahr | Einwohner |
| ---- | --------- |
| 1843 | 16        |
| 1885 | 40        |
| 1987 | 106       |